# Thomas Yellowtail
Thomas Yellowtail (* 7. März 1903 nahe Lodge Grass, Montana; † 24. November 1993 in Montana) war ein Medizinmann und Häuptling des Sun Dance (dt. Sonnentanz) der Absarokee (Crow). Yellowtails Leben war der Wiederentdeckung und der Bewahrung der Sun Dance Religion, sowie der Bewahrung der indianischer Traditionen gewidmet.

## Kindheit in der Reservation
Thomas Yellowtail wurde am 17. März 1903 südlich von Lodge Grass, Montana in der Crow Reservation geboren, seine indianischen Namen waren Medicine Rock Chief (dt. Häuptling vom Medizinstein) und Fire Heart (dt. Feuerherz). Seine Eltern waren Hawk with the Yellow Tail Feathers (dt. Falke mit gelben Schwanzfedern) vom Big Lodge Clan und Lizzie Chienne vom Whistling Water Clan. Sein Bruder war Robert Yellowtail, nach dem die Yellowtail-Talsperre benannt wurde. Nachdem die Vereinigten Staaten von Amerika versuchten die Indianer zu assimilieren und in gängige Registrierungsformen einzuordnen, wurde der Familienname zu Yellowtail geändert.
Als Yellowtail noch klein war, lebten die großen Krieger der Indianerkriege, die Medizinmänner und Jäger noch, sie hatten das traditionelle nomadische Leben ihres Volkes noch selbst gelebt, ehe sie gezwungen wurden, in die Reservationen zu ziehen. Yellowtail erinnerte sich häufig daran, dass er die alten Krieger noch am Lagerfeuer gesehen hatte und beobachtete wie sie heilige Riten durchführten.

### Spirituelle Einflüsse
Das Lodge-Grass-Tal wurde auch Tal der Häuptlinge genannt, weil die Gesamtheit der ehemaligen Kriegerhäuptlinge in Yellowtails Kindheit dort lebten. Als Yellowtail sechs Jahre alt war, erhielt er von einem der bedeutendsten Häuptlinge der Absarokee, Joseph Medicine Crow, seinen indianischen Namen Medicine Rock Chief. Seinen Namen von einem so berühmten Häuptling zu erhalten war nicht nur eine große Ehre, sondern war um so bedeutsamer, weil der Name von Medizin Crows eigenem spirituellen Geist ausgewählt wurde. Diese Oldtimer, wie Yellowtail die alten Krieger nannte, lehrten ihn die traditionelle Spiritualität seiner Vorfahren zu kennen und zu lieben. Yellowtails Charakter wurde durch die Alten geformt und er war der Ansicht, dass die traditionellen spirituellen Werte im Mittelpunkt des heutigen Lebens stehen sollten.
Im Gegensatz dazu, bemühte sich die U.S. Regierung die althergebrachten Traditionen der Indianer zu zerstören. Verschiedene Gesetze verboten traditionelle Zeremonien, wie den Sun Dance, für fast 50 Jahre. Während dieser Zeit wurden die Kinder der Reservation, inklusive Yellowtail, auf regierungseigene Internate geschickt. Dort war es ihnen verboten ihre eigene Sprache zu sprechen, sie mussten die Kleidung der Weißen tragen und ihre Haare abschneiden. Zeitgleich eröffnete fast jede christliche Kirche Gotteshäuser in oder nahe den Reservationen um die Indianer von ihrer traditionellen Religion zu entfernen. In der Crow Reservation wurde jede Familie willkürlich einer der Kirchen zugeteilt und zur Mitgliedschaft gezwungen.

## Wiederbelebung des Crow Sun Dance
Die Absarokee hatte während des 50-jährigen Verbotes durch die Regierung den Sun Dance nicht mehr aufgeführt. Als das Verbot 1934 aufgehoben wurde, war die Erinnerung an das Ritual vergessen und konnte nicht im Original wiederbelebt werden. Jedoch hatten die Shoshonen ihren traditionellen Sun Dance in Unkenntnis der gesetzlichen Verbote weiterhin gepflegt. Die Absarokee wandten sich an John Trehero, einen Medizinmann und Anführer des Shoshone Sun Dance. Dieser half den Absarokee in den frühen 1940er Jahren wieder einen Sun Dance zu begehen und damit die Tradition in der Crow Reservation wieder zu erwecken.
Thomas Yellowtail hatte in der Zwischenzeit, 1929, Susie Walking Bear Yellowtail geheiratet und gemeinsam nahmen sie ab 1943 am jährlich stattfindenden Sun Dance und monatlichen Gebetstreffen teil. Mit der Gruppe der Sun Dancer, der Crow Indian Ceremonial Dancers gingen sie von 1953 bis 1955 auf eine sehr erfolgreich Europa-Tournee. In den nächsten 20 Jahren vertiefte Yellowtail seine Beziehung zum Großen Geist (vgl. Manitu) durch tägliche Gebete, Reinigung in der Schwitzhütte und regelmäßiger Visionssuche.

## Medizinmann und Anführer des Sun Dance
1963 informierte John Trehero Yellowtail, dass seine geistigen Väter ihn angewiesen hatten Yellowtail die Verantwortung für die Dürchführung des Sun Dance zu übertragen. Für die nächsten 30 Jahre, bis zu seinem Tod am 24. November 1993, war Yellowtail der Anführer und Häuptling des Sun Dance. Zur Zeit seines Todes war Yellowtail einer der meist verehrten und respektierten Sun Dance Anführer und Medizinmänner seines Stammes.

## Bewahrung der Traditionen
Yellowtail wollte, dass jeder Indianer die spirituellen Traditionen ihrer Vorfahren erlernte. Nachdem viele dieser Traditionen durch die Assimilationspolitik der U.S.-Regierung verloren ging, glaubte Yellowtail, dass genug übrig war um einen validen spirituellen Weg zu finden, den er die Sun Dance Religion nannte. Er ermutigte junge Indianer die Sprache ihrer Vorfahren zu erlernen und ihre spirituelle Anführer aufzusuchen, die traditionelle Zeremonien abhalten. Yellowtail diktierte seine Autobiographie um die alten spirituellen Traditionen zu bewahren, die er für heilig hielt.

## Filme
- Native Spirit and the Sun Dance Way, DVD Dokumentation basieren auf den Erinnerungen von Thomas Yellowtail, 2007, World Wisdom (englisch)